# Algajola
Algajola là một xã trong vùng hành chính Corse, thuộc tỉnh Haute-Corse, quận Calvi (quận), tổng Belgodère. Algajola nằm trên độ cao trung bình là 14 mét trên mực nước biển, có điểm thấp nhất là 0 mét và điểm cao nhất là 269 mét. Xã có diện tích 1,72 km², dân số vào thời điểm 1999 là 216 người; mật độ dân số là 125 người/km².

## Thông tin nhân khẩu
| 1962 | 1968 | 1975 | 1982 | 1990 | 1999 |
| ---- | ---- | ---- | ---- | ---- | ---- |
| 129  | 129  | 178  | 228  | 211  | 216  |